# Вехтер, Йозеф
Йозеф Карл Вехтер, в 1918-19 годах — барон фон Вехтер (нем. Josef Karl Freiherr von Wächter; 29 декабря 1866, Хавран, Богемия — 31 октября 1949, Вена) — австрийский офицер, оберст австро-венгерской армии, титулярный фельдмаршал-лейтенант австрийской армии, генерал-лейтенант запаса вермахта. Кавалер Рыцарского креста Военного ордена Марии Терезии.

## Биография

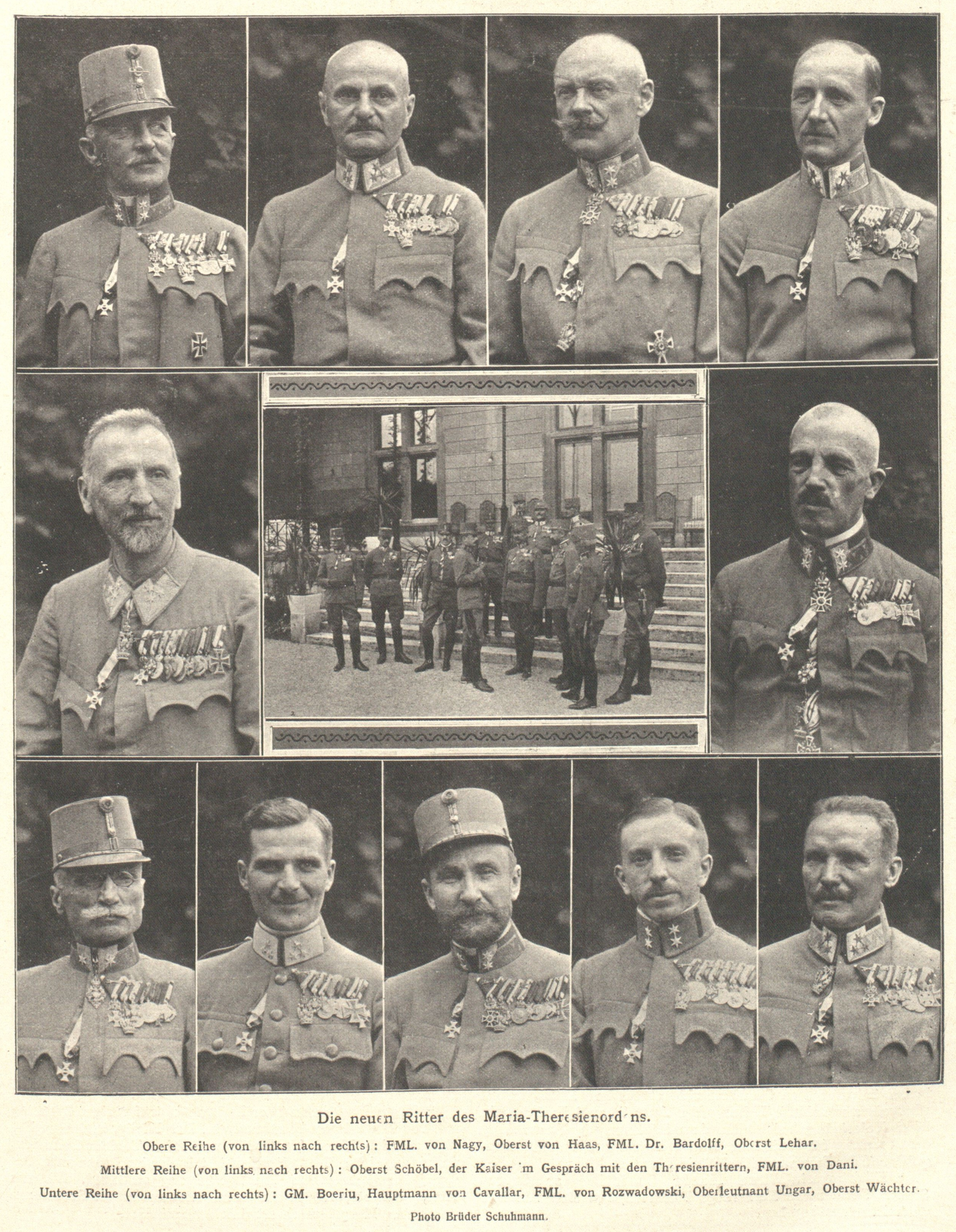
Кавалеры рыцарского креста Военного ордена Марии Терезии, награжденные 17 августа 1918 года. Вехтер — в правом нижнем углу.

Сын землевладельца. В 1883 году поступил на службу в армию годовалым добровольцем, в 1884 году вышел в отставку в звании лейтенанта запаса. Учился в пражской Политехнике, а также университетах Бонна и Галле. В 1889 году вернулся в армию. Участник Первой мировой войны. С мая 1915 года — командир Богемского пехотного полка №88. Отличился во второй битве при Бережанах (сентябрь 1916) и битве при Конюхах (июль 1917). За боевые заслуги отмечен многочисленными наградами. В начале 1919 года уволен из армии, однако впоследствии вернулся на службу. В конце своей карьеры Вехтер был беспартийным военным министром в двух правительствах федерального канцлера Иоганна Шобера (7 октября 1921 — 31 мая 1922).

## Семья
Женился на Марте Пфоб. У пары родились 3 детей — Герта (1888), Ильза (1900) и Отто (1901).

## Звания
- Титулярный генерал-майор (28 декабря 1921)
- Генерал-майор (31 мая 1922)
- Титулярный фельдмаршал-лейтенант (9 ноября 1922)
- Генерал-лейтенант запаса (27 августа 1939) — повышен Адольфом Гитлером в честь 25-й годовщины Танненбергского сражения как кавалер Военного ордена Марии Терезии.

## Награды
- Юбилейная памятная медаль 1898[нем.] (Австро-Венгрия)
- Юбилейный крест (Австро-Венгрия)
- Памятный крест 1912/13[нем.] (Австро-Венгрия)
- Серебряная и бронзовая медаль «За военные заслуги» с мечами (Австро-Венгрия)
- Крест «За военные заслуги» (Австро-Венгрия) 3-го класса с военным отличием и мечами (Австро-Венгрия)
- Орден Железной короны 3-го и 2-го класса с военной отличием и мечами (Австро-Венгрия)
- Орден Леопольда (Австрия), рыцарский крест с мечами (Австро-Венгрия)
- Крест «За выслугу лет» (Австрия) 3-го класса для офицеров (25 лет)
- Войсковой крест Карла (Австро-Венгрия)
- Железный крест 2-го класса (Королевство Пруссия)
- Военный орден Марии Терезии, рыцарский крест (17 августа 1918, (Австро-Венгрия)) — вручен императрицей Цитой; вместе с орденом получил наследственный баронский титул.
- Памятная военная медаль (Австрия) с мечами (Первая Австрийская республика)
- Почетный крест ветерана войны с мечами (нацистская Германия)